# Artiguelouve
Artiguelouve (okzitanisch: Artigaloba) ist eine französische Gemeinde im Département Pyrénées-Atlantiques mit 2.025 Einwohnern (Stand: 1. Januar 2022) in der Region Nouvelle-Aquitaine. Sie ist dem Kanton Lescar, Gave et Terres du Pont-Long (bis 2015: Kanton Lescar) und dem Arrondissement Pau zugeteilt. Die Einwohner werden Artiguelouviens genannt.

## Geografie
Artiguelouve liegt am Fuß der Pyrenäen 15 Kilometer westlich von Pau im Weinbaugebiet Béarn und am südlichen Ufer des Flusses Gave de Pau, der die nordöstliche Gemeindegrenze bildet. Umgeben wird Artiguelouve von den Nachbargemeinden Siros und Poey-de-Lescar im Norden, Lescar im Osten und Nordosten, Laroin im Südosten, Saint-Faust im Süden und Südosten, Aubertin im Süden und Südwesten sowie Arbus im Westen.

## Bevölkerungsentwicklung
| Jahr                      | 1936 | 1946 | 1954 | 1962 | 1968 | 1975 | 1982 | 1990 | 1999 | 2006 | 2013 |
| ------------------------- | ---- | ---- | ---- | ---- | ---- | ---- | ---- | ---- | ---- | ---- | ---- |
| Einwohner                 | 386  | 413  | 448  | 552  | 549  | 678  | 822  | 898  | 1252 | 1441 | 1606 |
| Quelle: Cassini und INSEE |      |      |      |      |      |      |      |      |      |      |      |

## Sehenswürdigkeiten

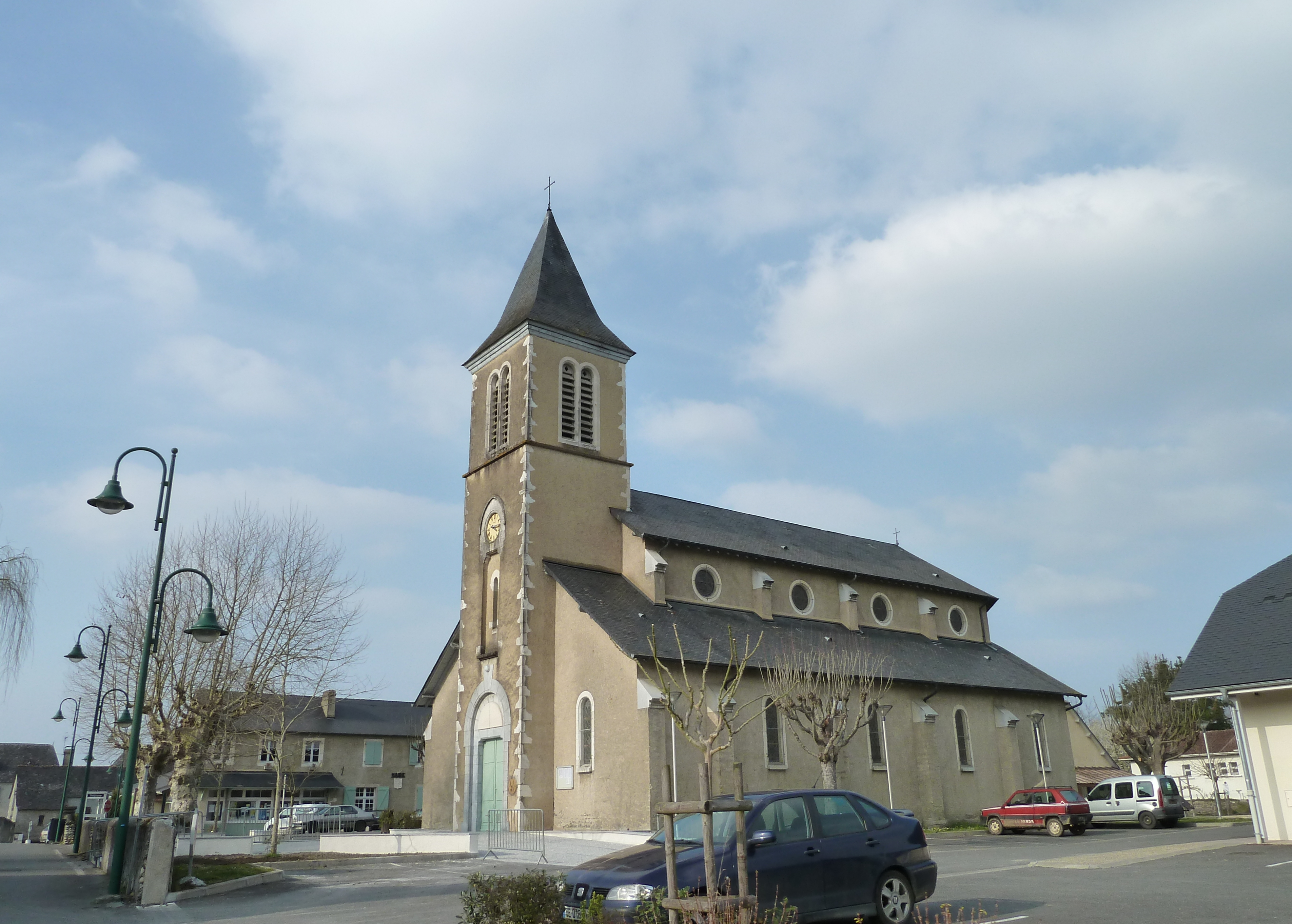
Kirche Saint-Michel

- Kirche Saint-Michel aus dem 15. Jahrhundert

## Weinbau
Der Ort gehört zum Weinbaugebiet Béarn.